# Thulani Maseko
Thulani Rudolf Maseko (Luhleko,1 de março de 1970 – Mebabane, 21 de janeiro de 2023) foi um ativista pelos direitos humanos de Essuatíni. Ele nasceu em Luhleko, um lugar perto de Bhunya, em Manzini.
Em 18 de Março de 2014, Thulani foi preso por desacato ao tribunal após ter criticado o sistema judicial da Essuatíni.
Em abril de 2014, o secretário-geral da PUDEMO Mlungisi Makhanya foi preso vestindo uma camiseta na campanha para protestar contra a prisão de Thulani Maseko e jornalista Bheki Makhubu.
Em agosto de 2014, Maseko escreveu para o Presidente dos EUA, Barack Obama, na prisão, em busca de sua intervenção à frente da cimeira Estados Unidos–África.[carece de fontes?]
Maseko foi libertado da prisão em 30 de julho de 2015. Ele havia sido declarado prisioneiro de consciência pela Amnesty International.

## Morte
Maseko foi assassinado em sua própria sala de estar, na frente de sua família em 21 de janeiro de 2023, aos 52 anos.